# اچ‌ام‌ان‌زداس روتویتی (اف۶۲۵)
اچ‌ام‌ان‌زداس روتویتی (اف۶۲۵) (به انگلیسی: HMNZS Rotoiti (F625)) یک کشتی بود که طول آن ۳۰۷ فوت ۹ اینچ (۹۳٫۸۰ متر) بود. این کشتی در سال ۱۹۴۴ ساخته شده و سرعت آن ۲۰ گره دریایی بوده است.